# Алгебарски прстен
У математици, прстен је алгебарска структура у којој су дефинисани сабирање и множење, и имају својства описана ниже. Прстен је генерализација скупа целих бројева. Други примери прстена су полиноми и цели бројеви по модулу {\displaystyle n}. Грана апстрактне алгебре која проучава прстенове се назива теоријом прстена.

## Формална дефиниција
прстен је скуп {\displaystyle R} на коме важе две бинарне операције {\displaystyle +:R\times R\rightarrow R} и {\displaystyle \cdot :R\times R\rightarrow R}, које се називају сабирање и множење, такве да:
- {\displaystyle (R,+)} је Абелова група са неутралом {\displaystyle 0}:
  - {\displaystyle (a+b)+c=a+(b+c)}
  - {\displaystyle 0+a=a+0=a}
  - {\displaystyle a+b=b+a}
  - За свако {\displaystyle a\in R}, постоји елемент који се означава као {\displaystyle -a}, такав да {\displaystyle a+(-a)=(-a)+a=0}
- {\displaystyle (R,\cdot )} је моноид са неутралом {\displaystyle 1}:
  - {\displaystyle (a\cdot b)\cdot c=a\cdot (b\cdot c)}
  - {\displaystyle 1\cdot a=a\cdot 1=a}
- Множење је дистрибутивно над сабирањем:
  - {\displaystyle a\cdot (b+c)=(a\cdot b)+(a\cdot c)}
  - {\displaystyle (a+b)\cdot c=(a\cdot c)+(b\cdot c)}

Као и код група симбол · се обично изоставља. Такође, користи се стандардан редослед операција, па је на пример, {\displaystyle a+bc} скраћеница за {\displaystyle a+b\cdot c}.
Мада је сабирање у прстену комутативно, па је {\displaystyle a+b=b+a}, множење у прстену не мора да буде комутативно — {\displaystyle a\cdot b} не мора да буде једнако {\displaystyle b\cdot a}. Прстенови који су такође комутативни и у односу на множење (као што је прстен целих бројева) се називају комутативним прстеновима. Нису сви прстенови комутативни. На пример, {\displaystyle M_{n}(K)}, прстен {\displaystyle n\times n} матрица над пољем {\displaystyle K}, је некомутативни прстен ({\displaystyle n>1}).
Прстенови не морају да буду ни мултипликативно инверзни. Елемент {\displaystyle a} у прстену се назива јединицом ако је инвертибилан у односу на множење: ако постоји елемент {\displaystyle b} у прстену, такав да је {\displaystyle a\cdot b=b\cdot a=1}, тада је {\displaystyle b} јединствено одређено преко {\displaystyle a} и пишемо {\displaystyle a^{-1}=b}. Скуп свих јединица у {\displaystyle R} формира групу у односу на множење прстена; ова група се означава као {\displaystyle U(R)} или {\displaystyle R*}.

### Алтернативне дефиниције
Постоји и неколико алтернативних дефиниција прстена:
- Неки аутори захтевају додатни услов да је {\displaystyle 0\neq 1}. Ово искључује само један прстен: такозвани тривијални прстен или нула прстен, који има само један елемент.
- Значајнија разлика је та, да неки аутори не захтевају да прстен има мултипликативни неутрал. Ови аутори називају прстенове који имају мултипликативне неутрале унитарним прстеновима. Аутори који захтевају мултипликативни неутрал називају алгебарске објекте који испуњавају све услове за прстен, изузев овог, псеудо-прстеновима. Сваки не-унитарни прстен {\displaystyle R} се може уклопии на канонски начин, као подпрстен у унитарни прстен, наиме {\displaystyle R\oplus \mathbb {Z} } са {\displaystyle (0,1)} као јединичним елементом и множењем дефинисаним на очекивани начин.
- Слично, понекад се не захтева да множење прстена буде асоцијативно, а прстенови код којих јесте асоцијативно се тада називају асоцијативним прстеновима. Види неасоцијативни прстен за расправу о општијој ситуацији.

Као што је горе назначено, множење прстена не мора да буде комутативно. У неким областима, као што су комутативна алгебра и алгебарска геометрија се углавном разматрају комутативни прстенови, па аутори често користе термин прстен за комутативни прстен, а израз не обавезно комутативни прстен за прстен.

## Примери
- Тривијални прстен {\displaystyle \{0\}} има само један елемент који служи и као адитивни и као мултипликативни неутрал.
- Прстен целих бројева са операцијама сабирања и множења. Ово је комутативни прстен.
  - Рационални, реални и комплексни бројеви граде прстенове (они чак граде поља). И ови прстенови су комутативни.
- Свако поље је по дефиницији комутативни прстен.
- Гаусови цели бројеви формирају прстен, као и Ајзенштајнови цели бројеви.
- Полиномијални прстен {\displaystyle R[X]} полинома над прстеном {\displaystyle R} је такође прстен.
- Пример некомутативног прстена: За сваки прстен {\displaystyle R} и сваки природан број {\displaystyle n}, скуп свих квадратних {\displaystyle n\times n} матрица са члановима из {\displaystyle R}, гради прстен у односу на сабирање матрица и множење матрица. За {\displaystyle n=1}, ова матрица је просто (изоморфна са) {\displaystyle R}. За {\displaystyle n>2}, овај прстен је пример некомутативног прстена (осим ако је {\displaystyle R} тривијалан прстен).
- Пример коначног прстена: Ако је {\displaystyle n} позитиван цео број, тада скуп {\displaystyle \mathbb {Z} _{n}=\mathbb {Z} /n\mathbb {Z} } целих бројева по модулу {\displaystyle n} формира прстен са {\displaystyle n} елемената (види модуларна аритметика).
- ако је {\displaystyle S} скуп, тада партитивни скуп од {\displaystyle S} постаје прстен ако дефинишемо сабирање као симетричку разлику скупова, а множење као пресек. Ово је пример Буловог прстена.
- Скуп свих непрекидних реалних функција дефинисаних на интервалу {\displaystyle [a,b]} формира прстен (чак асоцијативну алгебру). Операције су сабиање и множење функција.
- Ако је {\displaystyle G} Абелова група, тада ендоморфизми од {\displaystyle G} граде прстен, прстен ендоморфизама {\displaystyle {\textrm {End}}(G)} од {\displaystyle G}. Операције су сабирање и композиција ендоморфизама.
- Контра-пример: Скуп природних бројева {\displaystyle \mathbb {N} } није прстен, јер {\displaystyle (\mathbb {N} ,+)} није чак ни група. На пример, не постоји природан број који се може додати броју 3 да би се као резултат добило 0. На природан начин се од овог скупа може направити прстен, додавањем негативних бројева (ово је прстен целих бројева). Природни бројеви граде алгебарску структуру која се назива полупрстен (која има сва својства прстена, изузев адитивног инверза).
- Парни бројеви {\displaystyle 2\mathbb {Z} } (укључујући негативне парне бројеве) су пример псеудо-прстена, у смислу да имају сва својства прстена осим мултипликативног неутрала.

## Основне теореме
Из аксиома се одмах може извести да за све елементе прстена {\displaystyle a} и {\displaystyle b} имамо
- {\displaystyle 0a=a0=0}
- {\displaystyle (-1)a=a(-1)=-a}
- {\displaystyle (-a)b=b(-a)=-(ab)}
- {\displaystyle (ab)^{-1}=b^{-1}a^{-1}} ако су {\displaystyle a} и {\displaystyle b} инвертибилни.

Друге основне теореме
- Неутрал {\displaystyle 1} је јединствен.
- Ако прстен има мултипликативни инверз, онда је он јединствен.
- Ако прстен има најмање два елемента, онда је {\displaystyle 0\neq 1}
- Ако је {\displaystyle n} цео број, и {\displaystyle a} је елемент прстена дефинишемо {\displaystyle na} посматрањем {\displaystyle a} као елемента адитивне групе прстена (то јест, {\displaystyle 0} ако је {\displaystyle n} једнако {\displaystyle 0}, сума {\displaystyle n} пута {\displaystyle a} ако је {\displaystyle n} позитивно, и супротно {\displaystyle (-n)a} ако је {\displaystyle n} негативно). Обично пишемо {\displaystyle n} за елемент прстена {\displaystyle n1}. Тада:
  - Две дефиниције {\displaystyle na} се поклапају, то јест, прво, са {\displaystyle n} посматраним као целим бројем као горе; друго, са {\displaystyle n} као елементом прстена {\displaystyle n1} и множењем у изразу {\displaystyle na} узима место у прстену. Стога цео број {\displaystyle n} може да се идентификује са елементом прстена {\displaystyle n}. (Осим што више од једног целог броја може да одговара једном елементу на овај начин.)
  - Елемент прстена {\displaystyle n} комутира са свим осталим елементима прстена.
  - Ако су {\displaystyle m} и {\displaystyle n} цели бројеви, {\displaystyle a} и {\displaystyle b} елементи прстена, тада {\displaystyle (m\cdot a)(n\cdot b)=(mn)\cdot (ab)}
  - Ако је {\displaystyle n} цео број, {\displaystyle a} елемент прстена, тада {\displaystyle n\cdot (-a)=-(n\cdot a)}
  - Биномна теорема

{\displaystyle (x+y)^{n}=\sum _{k=0}^{n}{n \choose k}x^{k}y^{n-k},}
важи кад год {\displaystyle x} и {\displaystyle y} комутирају. Ово важи у сваком комутативном прстену.
- Ако је прстен циклична група у односу на сабирање, тада је комутативан.

## Конструисање нових прстена од датих прстена
- За сваки прстен {\displaystyle R} можемо да дефинишемо супротан прстен {\displaystyle R^{op}} обртањем множења у {\displaystyle R}. Ако је дато множење {\displaystyle \cdot } у {\displaystyle R} множење {\displaystyle *} у {\displaystyle R^{op}} је дефинисано као {\displaystyle b*a:=a\cdot b}. Идентитета из {\displaystyle R} у {\displaystyle R^{op}} је изоморфизам акко је {\displaystyle R} комутативно. Међутим, чак и ако {\displaystyle R} није комутативно, могуће је да ипак {\displaystyle R} и {\displaystyle R^{op}} буду изоморфни. На пример, ако је {\displaystyle R} прстен {\displaystyle n\times n} матрица реалних бројева, тада је транспонујуће пресликавање из {\displaystyle R} у {\displaystyle R^{op}}изоморфизам.
- Ако је подскуп {\displaystyle S} прстена {\displaystyle R} затворен за множење, сабирање и одузимање и садржи адитивни и мултипликативни неутрал, тада је {\displaystyle D} подпрстен {\displaystyle R}.
- Центар прстена {\displaystyle R} је скуп елемената {\displaystyle R} који комутирају са сваким елементом {\displaystyle R}; то јест, {\displaystyle c} лежи у центру ако {\displaystyle cr=rc} за свако {\displaystyle r\in R}. Центар је подпрстен {\displaystyle R}. Каже се да је подпрстен {\displaystyle S} од {\displaystyle R} централни ако је подпрстен центра од {\displaystyle R}.
- Ако је дат прстен {\displaystyle R} и двострани идеал {\displaystyle I} од {\displaystyle R}, количнички прстен {\displaystyle R/I} је скуп свих косета {\displaystyle I} заједно са операцијама

{\displaystyle (a+I)+(b+I)=(a+b)+I} и
{\displaystyle (a+I)(b+I)=(ab)+I}

## Категоријски опис
Као што се моноиди и групе могу посматрати као категорије са једним објектом, прстенови се могу посматрати као адитивне категорије са једним објектом. Овде су морфизми елементи прстена, композиција морфизама је множење прстена, а адитивна структура на морфизмима је сабирање прстена. Супротан прстен је тада категоријски дуал.